# Баранов, Виктор (прыгун в воду)
Виктор Баранов (1893, Ревель — неизвестно) — российский пловец и прыгун в воду. Участник летних Олимпийских игр 1912 года.

## Биография
Виктор Баранов родился в 1893 году в российском городе Ревель (сейчас Таллин в Эстонии).
Занимался водными видами спорта в петербургской Шуваловской школе плавания, был одним из талантливых пловцов, выдвинувшихся среди её воспитанников на рубеже 1900-х и 1910-х годов. 
В 1912 году вошёл в состав сборной России на летних Олимпийских играх в Стокгольме. В простых прыжках с вышки (без акробатических элементов) выбыл в полуфинале, не завершив выступление, включавшее в себя два прыжка с высоты в пять метров и три прыжка с высоты в десять метров, и не набрав очков. Также был заявлен в плавании на 100 метров на спине и на 400 метров вольным стилем, но не вышел на старт.
В 1913 году на Первой российской олимпиаде выиграл золотую медаль в прыжках в воду. Также на этих состязаниях завоевал бронзовую медаль в плавании на 1500 метров вольным стилем. Финишировал вторым в плавании на 100 метров вольным стилем, однако был дисквалифицирован за фальстарт.
О дальнейшей жизни данных нет.